# Vulcania
Vulcania, el "Parc europeu del Vulcanisme", és un parc d'atraccions educatiu i un museu dels Volcans. Situat a Saint-Ours-les-Roches, Alvèrnia, França, a 15 km al nord-oest de Clermont-Ferrand, va ser oficialment inaugurat el 2002.

## Història
El projecte va ser la creació del vulcanòleg francès Maurice Krafft, que va morir al Mont Unzen, l'any 1991.
Krafft i la seva obra va tenir un gran impacte en l'expresident de França, Valéry Giscard d'Estaing, que va impulsar la construcció del parc quan era president del consell regional d'Alvèrnia.

## Crítiques
El projecte ha estat criticat des dels seus inicis. La gran implicació de l'expresident, va afegir una dimensió política a les qüestions econòmiques, tècniques i mediambientals. Des de la perspectiva mediambiental, la construcció de Vulcania al cor de la "Chaîne des Puys", va tenir una forta oposició per part dels conservacionistes.
Una altra font de crítiques va sorgir a causa de les pèrdues financeres a les que s'enfronten per cula de la quantitat sobre-estimada de visitants. L'any 2004, el parc va estar operant amb un dèficit de 1.707 milions d'euros.

## Disseny
L'arquitecte darrere del disseny del parc va ser el guanyador del Premi Pritzker, l'austríac Hans Hollein. Tres quartes parts del parc estan enfonsades sota terra, cosa que va ajudar a la rehabilitació del terreny. Els visitants entren al parc a través d'un "Volcà metafòric", baixant per una rampa cap a l'estructura en forma de con revestit de pedra fosca i amb l'interior folrat amb metall d'or.
El disseny també incorpora instal·lacions d'investigació i conferències, grans teatres IMAX, hivernacles per fer destacar els efectes positius de l'activitat volcànica -la fertilitat- i un restaurant amb vistes a tot el parc natural. El lloc està aïllat i s'utilitza també per l'oci i el senderisme.

### Atraccions
Una de les atraccions de Vulcania és el Cinema en 4D, on es passa el curt "El Despertar dels Gegants d'Alvèrnia". L'any 2008 es van inaugurar quatre noves atraccions, entre les quals hi ha VolcanBul, un vehicle-robot elèctric, que guiant-se a través d'un GPS, dona voltes al voltant del parc. Va ser implementat específicament per tal de millorar l'índex de visitants, perquè la gent hi tornés a anar, i animar a que tothom passés un dia sencer a Vulcania explorant totes les zones i racons, i no només mig dia, com sol ser el cas dels museus.

## En la literatura i al cinema
Vulcà és originalment el deu del foc i la forja de la mitologia romana, i es descriu a l'Eneïda de Virgili.També és la base secreta del capità Nemo a la versió cinemtogràfica de Walt Disney de 20.000 llegües de viatge submarí de Jules Verne, encara que no s'esmenta a la novel·la original.